# Stoney (cráter marciano)
Stoney es un cráter de impacto perteneciente al cuadrángulo Mare Australe de Marte, localizado en las coordenadas 69.8° Sur de latitud y 138.6° Oeste de longitud. Mide 161,37 kilómetros de diámetro y debe su nombre al físico angloirlandés George Johnstone Stoney (1826-1911). El nombre fue oficialmente adoptado por la Unión Astronómica Internacional en 1973.

## Por qué  los cráteres son importantes
La densidad de cráteres de impacto suele determinar las edades de superficie de Marte y de otros cuerpos del sistema solar. Cuanto más antigua es una superficie, mayor número de cráteres puede presentar.  La morfología de los cráteres puede revelar la presencia de hielo en el terreno.